# Barkeryds församling
Barkeryds församling var en församling i Växjö stift och i Nässjö kommun. 
Församlingen uppgick 2010 i Barkeryd-Forserums församling.
Församlingskyrka är Barkeryds kyrka.

## Administrativ historik
Församlingen har medeltida ursprung.
Församlingen var till 1 maj 1919 moderförsamling i pastoratet Barkeryd och Nässjö för att därefter till 1 maj 1927 utgöra ett eget pastorat. Från 1927 till 1962 var församlingen moderförsamling i pastoratet Barkeryd och Järsnäs och var från 1962 annexförsamling i pastoratet Forserum och Barkeryd. Församlingen uppgick 2010 i Barkeryd-Forserums församling.
Församlingskod var 068208.

## Kyrkoherdar
| Ämbetstid | ! Namn                      | Levnadstid | Övrigt                          |
| --------- | --------------------------- | ---------- | ------------------------------- |
| 1307      | Bo                          |            |                                 |
| 1380      | Gödeke                      |            |                                 |
| 1545      | Mats                        |            |                                 |
| 1558–1579 | Andreas Nicolai             | –1579      |                                 |
| 1579–1609 | Laurentius Andreæ den äldre | –1609      |                                 |
| 1610–1641 | Laurentius Andreæ den yngre | –1641      |                                 |
| 1642–1665 | Johannes Ludovici Barck     | 1597–1665  |                                 |
| 1666–1705 | Johannes Barck              | 1637–1705  |                                 |
| 1705–1712 | Jonas Leonardi Haglinus     | –1712      |                                 |
| 1712–1732 | Magnus Tegnelin             | 1658–1732  |                                 |
| 1733–1777 | Sven Fovelin                | 1694–1777  |                                 |
| 1778–1807 | Johan Fovelin               | 1745–1807  | Kontraktsprost och riksdagsman. |
| 1808–1829 | Magnus Henric Rosengren     | 1757–1829  |                                 |
| 1829–1837 | Jonas Dahlström             | 1762–1837  |                                 |
| 1838–1858 | Nils Wieslander             | 1783–1858  |                                 |
| 1858–1888 | Oscar Napoleon Montelin     | 1811–1888  |                                 |
| 1890–1902 | Oskar Gerhard Pleijel       | 1847–      |                                 |
| 1902–1925 | Pehr Axel Leonard Bergh     | 1843–1925  |                                 |
| 1926–1932 | Erik Forsén                 | 1894–      |                                 |

## Klockare, kantor och organister
| Ämbetstid | Namn            | Levnadstid | Övrigt                |
| --------- | --------------- | ---------- | --------------------- |
| 1749      | Bengt           |            | Klockare              |
| 1755-1797 | Markus Urberg   | 1735-1800  | Organist och klockare |
| 1798-1818 | Jonas Håkansson | 1767-      | Organist och klockare |
| 1830-1836 | Håkansson       | 1801-      | Organist och klockare |